# François Thury
Pour les articles homonymes, voir Thury.
François Thury, né le 25 mai 1806 et mort le 31 mars 1872 à Morges, est une personnalité politique suisse, membre de la Gauche libérale, puis de la Gauche démocratique à partir de 1850 environ. Il est député du canton de Vaud au Conseil national de 1851 à 1857.

## Biographie
François Thury naît le 25 mai 1806. Protestant, originaire d'Étoy, il est le fils de Jean-Louis Thury, négociant, et de Jeanne Louise Françoise Buchet. Il épouse en 1831 Louise Susanne Marie Barbey.
François Thury est marchand de fer et propriétaire d'une quincaillerie.

### Carrière politique
François Thury est substitut du préfet du district de Morges de 1850 à 1853, conseiller national de 1851 à 1857 et député des Radicaux/Gauche libérale (aile gauche du parti libéral) au Grand Conseil vaudois de 1865 à 1866. Proche de Louis-Henri Delarageaz — l'un des chefs de la révolution radicale de 1845 —, il est l'un des principaux protagonistes, avec son beau-fils Henri Reymond et Jean-Rodolphe Soutter, de la section morgienne de l'Association patriotique, qui contribuera à la fondation d'un authentique parti radical. De plus en plus critique envers Delarageaz et le Conseil d'État, François Thury rallie l'opposition de gauche du parti radical vaudois, dirigée par Jules Eytel. En 1859, il préside la réunion au cours de laquelle est fondée à Lausanne la section vaudoise de l'Association patriotique suisse, qui rassemble les radicaux de gauche du canton. Ces derniers s'allient aux libéraux et contribuent en 1862 au renversement du gouvernement de Delarageaz,.

## Liens
- Notice dans un dictionnaire ou une encyclopédie généraliste :   - Dictionnaire historique de la Suisse
- Notices d'autorité :   - VIAF
  - GND